# Брига-Новарезе
Брига-Новарезе (итал. Briga Novarese) — коммуна в Италии, располагается в регионе Пьемонт, в провинции Новара.
Население составляет 2758 человек (2008 г.), плотность населения составляет 674 чел./км². Занимает площадь 5 км². Почтовый индекс — 28024. Телефонный код — 0322.
Покровителем коммуны почитается святой Иоанн Предтеча, празднование в третье воскресение июня. 

## Демография
Динамика населения:

## Администрация коммуны
- Официальный сайт: http://www.comune.briga-novarese.no.it/